# لی هیجون
لی هیجون (李河君) (زاده ۱۹۶۷) کارآفرین، سرمایه‌دار، بازرگان و مدیر ارشد اجرایی چینی است، که در حال حاضر به‌عنوان رئیس هیئت مدیره شرکت هنرژی فعالیت می‌کند. وی در سال ۲۰۱۵ با دارایی خالص ۲۱٫۵ میلیارد دلار، از سوی مجله Forbes، بعنوان سومین فرد ثروتمند چین شناخته شد. وی هم‌اکنون (مارس ۲۰۱۵) با دارایی ۱۳ میلیارد دلار، در رتبه ۳۸ از فهرست ثروتمندترین افراد جهان قرار دارد.